# Municipio 7 Ebbs Chapel
El municipio 7 Ebbs Chapel (en inglés: Township 7 Ebbs Chapel) es un municipio ubicado en el  condado de Madison en el estado estadounidense de Carolina del Norte. En el año 2010 tenía una población de 1.264 habitantes.

## Geografía
El municipio 7 Ebbs Chapel se encuentra ubicado en las coordenadas 35°55′51.59″N 82°33′39.96″O / 35.9309972, -82.5611000.